# Brachygasterina andina
Brachygasterina andina är en tvåvingeart som beskrevs av Carvalho och Adrian C. Pont 2006. Brachygasterina andina ingår i släktet Brachygasterina och familjen husflugor.
Artens utbredningsområde är Ecuador. Inga underarter finns listade i Catalogue of Life.